# Ixtlán (kommun)
Ixtlán är en kommun i Mexiko.   Den ligger i delstaten Michoacán de Ocampo, i den centrala delen av landet, 400 km väster om huvudstaden Mexico City.
Följande samhällen finns i Ixtlán:
- Ixtlán de los Hervores
- La Estanzuela
- El Colongo
- Rincón del Mezquite
- Colonia Constitución